# Carmen Blanco
Carmen Blanco García (Lugo, 12 maggio 1954) è una scrittrice spagnola.

## Biografia
Carmen Blanco è una scrittrice galiziana nata a Lugo nel 1954. Fece parte del movimento di liberazione delle donne negli anni settanta e, come saggista, si concentrò soprattutto sulle interrelazioni tra potere, donne, sesso, cultura e letteratura, temi che diedero vita ad un percorso multiculturale che riscontriamo in libri come: Literatura galega da muller (Xerais, 1991), Escritoras galegas (Compostela, 1992), Libros de mulleres (Do Cumio, 1994), O contradiscurso das mulleres (Nigra, 1995), Nais, damas, prostitutas e feirantas (Xerais, 1995), Mulleres e independencia (Do Castro, 1995), El contradiscurso de las mujeres (Nigra, 1997, versione aggiornata dell'omonimo romanzo tradotto in castigliano da Olga Novo), Luz Pozo Garza: a ave do norte (Linteo, 2002), Alba de mulleres (Xerais, 2003), Sexo e lugar (Xerais, 2006), María Mariño. Vida e obra (Xerais, 2007), Casas anarquistas de mulleres libertarias (CNT, 2007),  Feministas e libertarias (Meubook, 2010) e Letras lilas (Unión Libre, 2019). Diede dimostrazione della sua arte poetica nella marcia Estraña estranxeira  (BVG, 2004) e, per il genere narrativo, pubblicò i libri Vermella con lobos  (Xerais, 2004) e Atracción total (Xerais, 2008).
Attualmente professoressa di Letteratura Galiziana presso l'Università di Santiago di Compostela e nel Campus di Lugo, è stata docente associato di Lingua e Letteratura spagnola, con prima sede a Santiago di Compostela, e di Lingua e Letteratura Galiziana nella scuola secondaria, con sede a Lugo, oltre ad essere titolare di queste ultime discipline presso la Scuola di Formazione degli Insegnanti di Lugo. Dal 1996 coordina, con il poeta Claudio Rodríguez Fer, la rivista libertaria e multiculturale di Unión Libre. Cadernos de vida e culturas.
Sulla letteratura e la cultura galiziana ha pubblicato i libri Conversas con Carballo Calero (Galaxia, 1989), Carballo Calero: política e cultura (Do Castro, 1991), Uxío Novoneyra (A Nosa Terra, 2009), Novoneyra. Un cantor do Courel a Compostela (Toxosoutos, 2010), oltre ad aver introdotto varie edizioni di autori contemporanei: Uma voz na Galiza (Sotelo Blanco 1992), de Ricardo Carvalho Calero; Códice Calixtino (Xerais, 1992), Historias fidelísimas (Linteo, 2003) e Memoria solar (Linteo, 2004) di Luz Pozo Garza, e, in collaborazione con Claudio Rodríguez Fer, Con pólvora y magnolias di Xosé Luis Méndez Ferrín (Xerais, 1989) e Os eidos di Uxío Novoneyra (Xerais, 1990). Nel 2005 ha curato e introdotto la mostra bilingue di poesia galiziana Extranjera en su patria. Cuatro poetas gallegos. Rosalía de Castro. Manuel António. Luís Pimentel. Luz Pozo Garza (Círculo de Lectores / Galaxia Gutenberg, 2005), nonché nel 2007 l'elaborazione degli studi Día das Letras Galegas 2007. María Mariño Carou (Università di Santiago di Compostela 2007). Inoltre ha collaborato a numerosi libri collettivi, relazioni di convegni, riviste specializzate e giornali.
Mostrò la sua creatività artistica progettando e illustrando i libri di poesie Tigres de ternura (Reprografía 1846, 1981), Historia da lúa (Galaxia, 1984), Vulva (Libros de la cebra, 1990) e A muller núa (Compostela, 1992) di Claudio Rodríguez Fer, nonché il Manifesto por un movemento vital (1990), dello stesso autore. Con il suo pseudonimo di Emma Luaces, scelto in onore dell'anarchica russa Emma Goldman e della sua discendenza materna, ha pubblicato delle traduzioni di Saffo nel libro Do amor e da literatura (Linteo, 2007). Va ricordato infine che lei è l'autrice dell'inno galiziano della Marcia Mondiale delle Donne, "Marchando máis alá"(2000); oltre ad essere segretario dell'Associazione per la Dignità delle Vittime del Fascismo e membro del Consello della Memoria.

## Saggi
- Conversas con Carballo Calero (Vigo, Galaxia, 1989)
- Literatura galega da muller (Vigo, Xerais, 1991)
- Carballo Calero: política e cultura (Sada, Do Castro, 1991)
- Escritoras galegas (Santiago di Compostela, Compostela, 1992)
- Libros de mulleres (Vigo, Do Cumio, 1994)
- O contradiscurso das mulleres (Vigo, Nigra, 1995, El contradiscurso de las mujeres, Vigo, Nigra, 1997)
- Nais, damas, prostitutas e feirantas (Vigo, Xerais, 1995)
- Mulleres e independencia (Sada, Do Castro, 1995)
- Luz Pozo Garza: a ave do norte (Ourense, Linteo, 2002)
- Alba de mulleres (Vigo, Xerais, 2003)
- Sexo e lugar (Vigo, Xerais, 2006)
- María Mariño. Vida e obra (Vigo, Xerais, 2007)
- Casas anarquistas de mulleres libertarias (La Coruña-Santiago di Compostela, CNT, 2007)
- Uxío Novoneyra (Vigo, A Nosa Terra, 2009)
- Novoneyra: un cantor do Courel a Compostela. O poeta nos lugares dos seus libros (Noia, Toxosoutos, 2010)
- Feministas e libertarias (Santiago di Compostela, Meubook, 2010)
- Letras Lilas (Lugo, Unión Libre, 2019)

## Poesia
- Estraña estranxeira (La Coruña, Biblioteca Virtual Galega, 2004)
- Un mundo de mulleres (Biblos, 2011)
- Lobo amor (Unión Libre, 2011)

## Narrativa
- Vermella con lobos (Vigo, Xerais, 2004)
- Atracción total (Vigo, Xerais, 2008)

## Edizioni e introduzioni
- Xosé Luís Méndez Ferrín, Con pólvora y magnolias (Vigo, Xerais, 1989)
- Uxío Novoneyra, Os eidos (Vigo, Xerais, 1990)
- Ricardo Carvalho Calero, Uma voz na Galiza (Barcelona, Sotelo Blanco 1992)
- Luz Pozo Garza, Códice Calixtino (Vigo, Xerais, 1992)
- Luz Pozo Garza, Historias fidelísimas (Ourense, Linteo, 2003)
- Luz Pozo Garza, Memoria solar (Ourense, Linteo, 2004)
- Extranjera en su patria. Cuatro poetas gallegos. Rosalía de Castro. Manuel António. Luís Pimentel. Luz Pozo Garza (Barcelona, Círculo de Lectores / Galaxia Gutenberg, 2005)
- Día das Letras Galegas 2007. María Mariño Carou (Università di Santiago di Compostela 2007)